# 11 décembre en sport
11 novembre 11 janvier
Chronologies thématiques
- Croisades
- Ferroviaires
- Disney

Le 11 décembre (345e jour de l'année ou 346e en cas d'année bissextile) en sport.

## Événements

### XIXesiècle
- 1898 :
  - (Compétition automobile) : Rallye-Paper remporté par René de Knyff.

### XXIesiècle
- 2019 : l'alpinisme est classé au Patrimoine immatériel de l'humanité par l'UNESCO[1].

## Naissances

### XIXesiècle
- 1854 :
  - Charles Radbourn, joueur de baseball américain. († 5 février 1897).
- 1866 :
  - Jack Southworth, footballeur anglais. (3 sélections en équipe nationale). († 16 octobre 1956).
- 1867 :
  - Antonio Conte, sabreur italien. Champion olympique du sabre maître d'armes aux Jeux de Paris 1900. († 4 juin 1974).
- 1875 :
  - Carl Jörns, cycliste sur route et pilote de courses automobile allemand. († 19 juillet 1969).
- 1897 :
  - Joseph Pascot, joueur de rugby à XV puis homme politique français. (6 sélections en équipe de France). Commissaire général au Sport de 1942 à 1944. († 4 février 1953).

### XXesiècle: de 1901 à 1950
- 1904 :
  - Marcel Capelle, footballeur français. (9 sélections en équipe de France). († ? 1993).
- 1907 :
  - Adriano Vignoli, cycliste sur route italien. († 16 juin 1996).
- 1919 :
  - Lucien Teisseire, cycliste sur route français. Vainqueur de Paris-Tours 1944. († 22 décembre 2007).
- 1927 :
  - Stein Eriksen, skieur alpin norvégien. Champion olympique du slalom géant et médaillé d'argent du slalom aux Jeux d'Oslo 1952. Champion du monde de ski alpin du géant du slalom et du combiné 1954.
- 1931 :
  - Pierre Pilote, hockeyeur sur glace canadien.
- 1932 :
  - Pedro Estrems, footballeur espagnol. Vainqueur de la Coupe des villes de foires 1958. († 30 mai 1986).
- 1935 :
  - Elmer Vasko, hockeyeur sur glace canadien. († 30 octobre 1998).
- 1940 :
  - Dave Richardson, hockeyeur sur glace puis entraîneur canadien.
- 1941 :
  - Jean-Paul Parisé, hockeyeur sur glace puis entraîneur canadien. († 7 janvier 2015).
- 1945 :
  - Jarno Saarinen, pilote de vitesse moto finlandais. Champion du monde de vitesse moto 250 cm3 1972. (5 victoires en Grand Prix). († 20 mai 1973).
- 1946 :
  - Peter Dalla Riva, canadien, joueur de foot canadien.
  - Robert Van Lancker, cycliste sur piste belge. Médaillé de bronze du tandem aux Jeux de Mexico 1968. Champion du monde de cyclisme sur piste de la vitesse individuelle 1972 et 1973.

### XXesiècle: de 1951 à 2000
- 1951 :
  - Apollo Faye, basketteur franco-sénégalais. Vainqueur des Coupe Korać 1982 et 1983. (80 sélections en équipe de France).
- 1954 :
  - Alan van Heerden, cycliste sur route sud-africain. († 15 décembre 2009).
- 1956 :
  - Ricardo Giusti, footballeur argentin. Champion du monde de football 1986. Vainqueur de la Copa Libertadores 1984. (53 sélections en équipe nationale).
- 1960 :
  - Anders Eldebrink, hockeyeur sur glace puis entraîneur suédois. Médaillé de bronze aux Jeux de calgary 1988. Champion du monde de hockey sur glace 1987.
- 1961 :
  - Bob Sebra, joueur de baseball américain.
- 1962 :
  - Denise Biellmann, patineuse artistique individuelle suisse. Championne du monde de patinage artistique dames 1981. Championne d'Europe de patinage artistique dames 1981.
- 1964 :
  - Franco Ballerini, cycliste sur route italien. Vainqueur des Paris-Roubaix 1995 et 1998. († 7 février 2010).
  - Dave Gagner, hockeyeur sur glace canadien.
  - Laura Van Gilder, cycliste sur route américaine.
  - Carolyn Waldo, nageuse de synchronisée canadienne. Médaillée d'argent en solo aux Jeux de Los Angeles 1984 puis championne olympique en solo et en duo aux Jeux de Séoul 1988.
- 1968 :
  - Fabrizio Ravanelli, footballeur puis entraîneur italien. Vainqueur de la Coupe UEFA 1993 et de la Ligue des champions 1996. (21 sélections en équipe nationale).
- 1969 :
  - Peter Lines, joueur de snooker anglais.
- 1972 :
  - Daniel Alfredsson, hockeyeur sur glace suédois. Champion olympique aux Jeux de Turin 2006.
- 1974 :
  - Julien Robert, biathlète français. Médaillé de bronze du relais 4 × 7,5 km aux Jeux de Salt Lake City 2002 et aux Jeux de Turin 2006. Championnats du monde de biathlon du relais 4 × 7,5 km 2001.
- 1975 :
  - Daouda Karaboué, handballeur français. Champion olympique aux Jeux de Pékin 2008 puis aux Jeux de Londres 2012. Champion du monde de handball 2009 et 2011. Champion d'Europe de handball 2006 et 2010. (151 sélections en équipe de France).
  - Gerben de Knegt, cycliste sur route et cyclocrossman néerlandais.
- 1976 :
  - Shareef Abdur-Rahim, basketteur américain. Champion olympique aux Jeux de Sydney 2000. (8 sélections en équipe nationale).
  - László Bodrogi, cycliste sur route hongrois puis français. Vainqueur du Tour de Luxembourg 2005.
- 1977 :
  - Mark Streit, hockeyeur sur glace suisse.
- 1978 :
  - Nadia Styger, skieuse alpine suisse.
- 1980 :
  - Clément Giraud, navigateur et skipper français.
- 1981 :
  - Javier Saviola, footballeur argentino-espagnol. Champion olympique aux Jeux d'Athènes 2004. Vainqueur de la Coupe UEFA 2006. (41 sélections avec l'Équipe d'Argentine).
- 1982 :
  - Gilles Sylvain, basketteur français.
- 1985 :
  - Laia Sanz, pilote de rallye-raid moto espagnole.
  - Zdeněk Štybar, cyclocrossman et cycliste sur route tchèque. Champion du monde de cyclo-cross 2010, 2011 et 2014
- 1986 :
  - Roy Hibbert, basketteur américano-jamaïcain.
- 1990 :
  - Billy Baron, basketteur américain.
  - Julien Gobaux, gymnaste artistique français.
  - Izabela Lemańczyk, volleyeuse polonaise.
  - Alexandre Letellier, footballeur français.
  - Alja Varagić, handballeuse slovène. (41 sélections en équipe nationale).
- 1992 :
  - Malcolm Brogdon, basketteur américain.
  - Margaux Chrétien, nageuse de synchronisée française.
  - Andre Hollins, basketteur américain.
  - Marine Jurbert, trampoliniste française.
  - Christophe Laporte, cycliste sur route français.
  - Michał Sokołowski, basketteur polonais.
- 1993 :
  - Thibaut Vion, footballeur français.
- 1995 :
  - Martin Valjent, footballeur slovaque.
- 1996 :
  - Yasemin Can, athlète de fond turque. Championne d'Europe d'athlétisme du 5 000 et du 10 000 m 2016.
- 1997 :
  - Konstantínos Mavropános, footballeur grec.
- 1998 :
  - Jaylen Sims, basketteur américain.

### XXIesiècle
- 2001 :
  - Armel Bella-Kotchap, footballeur Allemand.

## Décès

### XXesiècle
- 1954 : William Hoyt, 79 ans, athlète de sauts américain. Champion olympique du saut à la perche aux Jeux d'Athènes 1896. (° 7 mai 1875).
- 1959 : Jim Bottomley, 59 ans, joueur de baseball américain. (° 23 avril 1900).
- 1993 : Paul Mebus, 73 ans, footballeur allemand. Champion du monde de football 1954. (6 sélections en équipe nationale). (° 9 juin 1920).

### XXIesiècle
- 2004 : 
  - José Luis Cuciuffo, 43 ans, footballeur argentin. Champion du monde de football 1986. (8 sélections en équipe nationale). (° 1er février 1961).
  - Arthur Lydiard, 87 ans, athlète de fond puis entraîneur néo-zélandais. (° 6 juillet 1917).
- 2021 : Manuel Santana, 83 ans, joueur de tennis espagnol.